# Kang Sang-yoon
Kang Sang-yoon (en coréen : 강상윤), né le 31 mai 2004 à Jeju en Corée du Sud, est un footballeur international sud-coréen évoluant au poste de milieu central au Jeonbuk Hyundai Motors.

## Biographie

### En club
Né dans la province de Jeju en Corée du Sud, Kang Sang-yoon commence le football au Jeju Oedo, puis il joue dans le club du collège Geumsan et avec celui du Lycée Yeongsaeng avant de rejoindre le Jeonbuk Hyundai Motors, qui lui fait signer un premier contrat semi-professionnel le 15 mars 2022. 
Le 5 mai 2022, il joue son premier match en professionnel, lors d'une rencontre de K League 1, la première division sud-coréenne, face au FC Séoul. Il est titularisé ce jour-là, et les deux équipes se séparent sur un match nul (1-1).
Le 20 juillet 2023, Kang Sang-yoon est prêté au Busan IPark FC jusqu'à la fin de l'année. 

### En équipe nationale
Kang Sang-yoon représente la Corée du Sud en sélection, commençant avec les moins de 15 ans, jouant cinq matchs en 2019.
En juillet 2025, il est convoqué pour la première fois avec l'équipe nationale de Corée du Sud par le sélectionneur Hong Myung-bo. Il honore sa première sélection contre la Chine le 7 juillet 2025 en entrant en jeu. Son équipe l'emporte par trois butsà zéro ce jour-là.